# Jay Weinberg
Jay Weinberg (Middletown, 8 settembre 1990) è un batterista statunitense, noto per la sua militanza negli Slipknot dal 2014 al 2023, e nei Suicidal Tendencies dal 2024.

## Biografia
Figlio di Max Weinberg, ha suonato come batterista nella E Street Band di Bruce Springsteen nel corso del 2009.

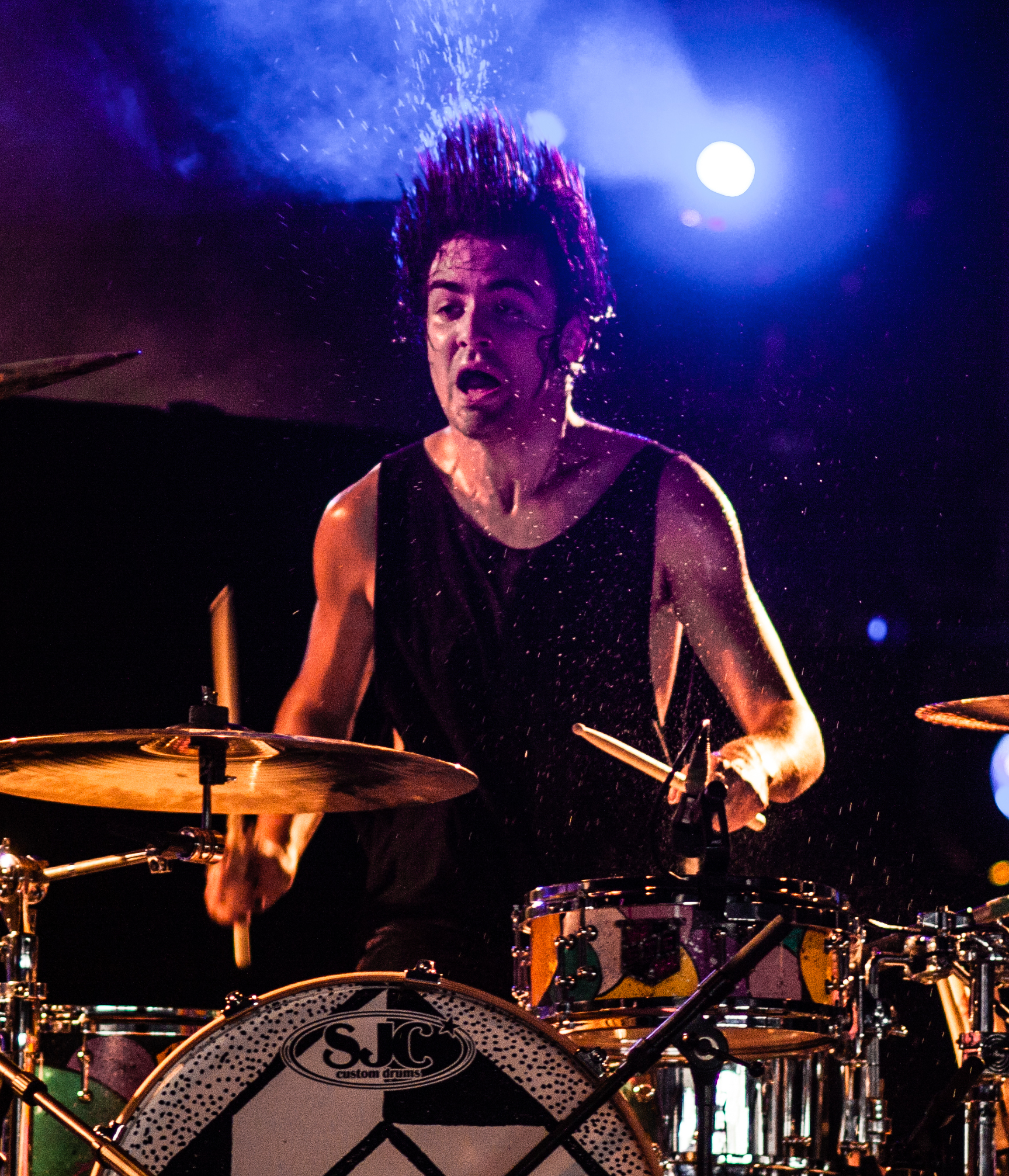
Jay Weinberg in concerto con gli Against Me! nel 2012

In seguito ha suonato nei Madball, incidendo l'album Empire e negli Against Me!, passando agli Slipknot nel 2014, rimanendoci fino al 2023 e incidendo con loro .5: The Gray Chapter, We Are Not Your Kind e The End, So Far.
Nel marzo 2024 Mike Muir annunciata l'entrata di Weinberg nei Suicidal Tendencies, dopo aver già suonato come turnista, nello stesso anno, per il suo progetto parallelo Infectious Grooves.

## Discografia

### Con i Madball
- 2010 – Empire

### Con gli Slipknot
- 2014 – .5: The Gray Chapter
- 2017 – Day of the Gusano: Live in Mexico (album dal vivo)
- 2019 – We Are Not Your Kind
- 2022 – The End, So Far

### Collaborazioni
- 2011 – Against Me! – Russian Spies (singolo)
- 2013 – Kayleigh Goldsworthy – Burrower
- 2016 – Hesitation Wounds – Awake For Everything